# 烏利庫米
乌利库米（Ullikummi）是赫梯神话中出现的一位与众神敌对的巨人，身高大概达96300千米。前代神王为了从现时坐在王位上的暴风神手中夺回王位，便娶海神的女儿生下全身都是绿石的乌利库米，他被放到巨人乌贝卢里（Ubelluri）的右肩上，成长迅速。暴风神敌不过他，便逃走找埃阿（Ea），埃阿发现乌贝卢里的右肩上有乌利库米的右脚。就叫暴风神找到开天辟地的神剑，砍断乌利库米的右脚，乌利库米跌入海中，众神一起攻击消灭了他。